# Leon Kazubski
Leon Wiktor Atanazy Kazubski (ur. 23 lutego 1890 w Gorlicach, zm. 15 stycznia 1979 w Warszawie) – major saperów Wojska Polskiego, działacz niepodległościowy, inżynier mechanik, pracownik przemysłu naftowego, urzędnik ministerialny II Rzeczypospolitej.

## Życiorys

### Rodzina i pochodzenie
Leon Wiktor Atanazy Kazubski (czasem zapisywany jako Kozubski) urodził się 23 lutego 1890 w Gorlicach. Był wyznania rzymskokatolickiego. Wychowywał się w Sanoku. Wywodził się z rodziny urzędniczej, był jedynym synem Józefa (ur. ok. 1863, pochodzący z Poznania, od 1898 inżynier w Fabryce Wagonów i Maszyn w Sanoku, działacz koła Towarzystwa Szkoły Ludowej w Sanoku, zmarły w tym mieście 2 sierpnia 1919) i Apolonii z domu Müller. Miał siostry Marię Stanisławę Helenę (ur. 1894, zamężna z inż. Klemensem Nowosieleckim), Zofię (ur. ok. 1896, zamężna z urzędnikiem naftowym Romanem Zawistowskim)
. Wraz z rodziną zamieszkiwał w Sanoku przy ulicy Kolejowej 260.

### Kształcenie i działalność niepodległościowa
Od 1900 do 1909 uczęszczał do C. K. Gimnazjum Męskiego w Sanoku (powtarzał klasę I). W 1909 ukończył VIII klasę i 3 czerwca 1909 zdał z odznaczeniem egzamin dojrzałości (w jego klasie był m.in. Jan Drozd, Marian Niedenthal). Podczas nauki stworzył wraz z zamieszkującym wraz z nim kuzynem Zdzisławem Lewickim (ur. 1890) ośrodek artystyczno-literacki (Lewicki był synem siostry matki Leona Kazubskiego, przybył do Sanoka celem nauki w gimnazjum, natomiast wspomniana Anna Lewicka przyjęła wówczas córkę Kazubskich tj. siostrę Leona, celem nauki w szkole żeńskiej w innym mieście). Za sprawą działającej wśród sanockich gimnazjalistów ruchu politycznego, tzw. „Organizacji”, ośrodek ten zyskał charakter narodowo-demokratyczny. Lewicki kierował tym środowiskiem gimnazjalistów do 1910. Po maturze podjął studia na Wydziale Budowy Maszyn Politechniki Lwowskiej.
Już w czasie nauki szkolnej, od 15 roku życia był zaangażowany w działalność niepodległościową. Wraz z, Zdzisławem Lewickim i Julianem Krzyżanowskim działał w gimnazjalnym kole Związku Młodzieży Polskiej „Przyszłość” (PET), a 7 lipca 1909 wraz z nimi uczestniczył w zjeździe tej organizacji we Lwowie. Wstąpił także do Polskiego Związku Wojskowego, w którym odbył kurs instruktorski oraz kierował kursem rekruckim tej organizacji. W 1910 przyłączył się do Organizacji Młodzieży Niepodległościowej „Zarzewie”, przejmującej struktury PET-u. Zainicjował tworzenie struktur tej organizacji na obszarze ziemi sanockiej (w Sanoku powstał w 1909 męski Oddział Ćwiczebny im. Stanisława Żółkiewskiego oraz żeński Oddział Ćwiczebny im. Zofii Chrzanowskiej, którym współkierowała Maria Kazubska). Został członkiem utworzonej w październiku 1910 komendy I Okręgu Lwowskiego „Armii Polskiej”, obejmując funkcję szefa komisji dostaw, od października 1911 był szefem VIII Komisji Dostaw (później zastąpiony przez Tarkowskiego). Przebywając w Sanoku na przełomie 1910/1911 tworzył konspiracyjną strukturę „Armii Polskiej” z grona rezerwistów jednorocznych armii austriackiej. W Sanoku powstała Komenda Miejscowa AP, zaś Kazubski utworzył w jej ramach kurs rekrucki. Był organizatorem struktur ruchu „Oświata”. Był jednym z instruktorów rozpoczętego 20 marca 1911 we Lwowie pierwszego kursu skautowego, zorganizowanego przy Polskim Towarzystwie Gimnastycznym „Sokół”-Macierzy. Był członkiem i działaczem Polskich Drużyn Strzeleckich, 26 października 1911 we Lwowie został członkiem wydziału utworzonego tego dnia Towarzystwa „I. Polska drużyna strzelecka”, w 1. lwowskiej PDS uzyskał stopień podchorążego. Około 1912 był zastępcą sekretarza zarządu Sekcji Narciarskiej Akademickiego Klubu Narciarskiego we Lwowie.

### Służba w c. k. armii
Był jednorocznym ochotnikiem w c. k. armii. Kształcił się w szkole ochotników jednorocznych dla saperów w Villach. Z początkiem stycznia 1914 został mianowany kadetem w rezerwie przeniesiony z c. k. 4 batalionu saperów do c. k. 10 batalionu saperów. Po wybuchu I wojny światowej został powołany do służby w armii austriackiej. Został awansowany na stopień podporucznika rezerwy piechoty z dniem 1 maja 1915. W 1916, 1917 był oficerem rezerwowym c. k. 10 batalionu saperów. Następnie został awansowany na stopień porucznika rezerwy piechoty z dniem 1 maja 1917. W 1918 był oficerem rezerwowym c. k. 24 batalionu saperów. Pod koniec wojny, po czterech latach służby na froncie, został przydzielony do batalionu w Przemyślu. Służbę w wojsku austriackim kończył w stopniu porucznika rezerwy saperów.

### Obrona Przemyśla
Z polecenia wydanego w maju 1918 przez Kazimierza Świtalskiego (także sanoczanina) tworzył wśród polskich żołnierzy przemyskich c. k. jednostek wojskowych struktury Polskiej Organizacji Wojskowej (np. służących w szeregach c. k. 45 pułku piechoty). Szefował komórce POW „Wolność” w przemyskim batalionie zapasowym saperów. Na skutek zeznania feldfebla (sierżanta) Leopolda Mżika został aresztowany na początku października 1918 za przynależność do POW i tworzenie struktur tej organizacji wśród wojskowych. Był osadzony w więzieniu wojskowym na Garbarzach, gdzie został odwiedzony przez rodziców, wówczas nadal mieszkających w Sanoku. W czasie przejmowania władzy w Przemyślu przez Polaków 3 listopada 1918 został odbity z więzienia przez swoich towarzyszy saperów (według wspomnień ks. Józefa Panasia por. Kazubski uczestniczył już 1 listopada w rozbrajaniu wojsk austriackich). 4 listopada z rozkazu Komendy Miasta odebrał dowództwo wart c. k. 45 pułku piechoty, komendę koszar i komendę obrony Przemyśla. W listopadzie 1918 w stopniu porucznika pełnił funkcję komendanta placu i dowódcy oddziałów polskich na przemyskim Zasaniu w trakcie walk z Ukraińcami o miasto Przemyśl. W tym czasie kierował obroną Zasania przed naporem Ukraińców, aż do czasu oswobodzenia miasta przez siły polskie. 5 listopada 1918 został mianowany przez płk. Władysława Sikorskiego dowódcą wszystkich sił zbrojnych i komendantem Przemyśla, a ponadto był upoważniony przez niego do prowadzenia pertraktacji wespół z ks. Panasiem. 6 listopada, w trakcie bitwy pod Buszkowiczkami otrzymał przywieziony przez ks. Panasia rozkaz wydany przez gen. Bolesława Roję mianujący go komendantem miasta oraz awansujący na stopień majora, lecz awansu tego nie przyjął. W tym czasie zaakceptował ustanowienie w Przemyślu Polskiej Rady Robotniczo-Żołnierskiej (wykształconej z RRŻ PPSD), delegując do niej ośmiu żołnierzy. W momencie wykształcenia się oddziałów polskich w Przemyślu około 7 listopada 1918 został dowódcą pułku piechoty, któremu 9 listopada nadał nazwę 18 pułk strzelców. Jednocześnie został także dowódcą garnizonu. Obie funkcje otrzymał przy uwzględnieniu dotychczasowych zasług.
Podczas walk z Ukraińcami 11 listopada został mianowany przez mjr. Juliana Stachiewicza dowódcą kompanii, zaś następnego dnia miasto zostało odbite z rąk nieprzyjaciela. 13 listopada został zatwierdzony przez nowego dowódcą okręgu w Przemyślu, gen. Juliusza Bijaka, na stanowisku dowódcy 10 pułku piechoty (przemianowanego tego dnia z 18 pułku piechoty) z jednoczesnym pozostawieniem służbowym w Przemyślu (część pułku została wówczas skierowana na odsiecz Lwowa). 19 listopada por. Kazubski został ponownie zatwierdzony na stanowisku dowódcy 10 pp przez przybyłego do Przemyśla gen. Roję. Był inicjatorem podjętej przez dowództwo okręgowe 25 listopada wyprawy na Niżankowice, w której jako obłożnie chory nie wziął udziału (dowodził por. Dudziński), zaś sama akcja nie skutkowała walkami wobec wycofania się Ukraińców. 30 listopada został wezwany do komendy głównej dowództwa okręgu, rozkazem gen. Bijaka został odwołany i zastąpiony na stanowisku dowódcy 10 pp przez ppłk. Adama Jaroszewskiego. Dowodzony przez niego pułk był zalążkiem późniejszego 37 pułku piechoty. Przez cały wojenny czas listopada 1918 por. Kazubski poruszał się bez odznak oficerskich, jako że tuż po opuszczeniu więzienia na początku tego miesiąca zerwał z munduru gwiazdki oficerskie wojska austriackiego. W swoich wspomnieniach podsumował ten czas słowami.

Nie pamiętam, aby wyróżnić cały szereg ochotników, którzy odznaczali się wielkiem poświęceniem i dużo przyczynili się do utrzymania Zasania, a z niem Przemyśla i Lwowa.

W artykule wspomnieniowym z 1928 dotyczącym wydarzeń w Przemyślu w 1918, autor (podpisany jako J.P. – prawdopodobnie był to ks. Józef Panaś) tak określił por. Kazubskiego: natura marzycielska, poetyczna, charakter pozbawiony egoizmu, mózg i serce oddane w całości Polsce. Tenże autor nazwał Kazubskiego postacią zasłużoną dla miasta. W 1930 odbywał się proces wytoczony przez ówczesnego posła na Sejm RP II kadencji Rudolfa Burdę, wytoczony pismu „Ziemia Przemyska” w związku publikacjami tegoż o organizowaniu przez sierżanta Burdę w listopadzie 1918 rad robotniczo-żołnierskich na wzór bolszewicki. W rozprawie sądowej zeznający udzielali informacji m.in. dotyczące por. Kazubskiego z czasu listopada 1918. Według nich grupa oficerów, grożąc wykonaniem samowolnej egzekucji, miała interweniować wówczas u gen. Bijaka w sprawie wprowadzających komunizm por. Bijaka i por. Burdy, którzy zamiast dystynkcji wojskowych nosili czerwone kokardy bolszewickie na czapce. W swoim zeznaniu ks. płk Józef Panaś określił Kazubskiego jako komunistę, który nawet przy raporcie przed Naczelnym Wodzem bronił zasad komunistycznych. Tenże duchowny w swoich wspomnieniach (1920) wzmiankował o tym, że w listopadzie 1918 przestrzegał Kazubskiego przed niebezpieczeństwem wynikającym z istnienia rad żołnierskich. Odwołanie Kazubskiego ze stanowiska dowódcy pułku w Przemyślu było bezpośrednio spowodowane jego poglądami komunistycznymi. Według Mieczysława Adamowskiego (1929) odwołanie Kazubskiego było niezrozumiałe, gdyż był dowódcą cieszącym się zaufaniem podkomendnych, a po dymisji zahamował dążenia żołnierzy do oprotestowania tej decyzji, akceptując tym samym odgórne postanowienie zwierzchników. Przeciwny opis przedstawił w swojej książce Henryk Pietrzak (1936), który podał, że żołnierze przemyskiego pułku zdecydowanie odrzucali jego wpływanie poglądami politycznymi na jednostkę oraz czynili kroki w celu jego odwołania. Po latach Julian Krzyżanowski stwierdził, iż Leon Kazubski był dobrym organizatorem, choć fantastą, a po latach został twórcą republiki przemyskiej.
Po zakończeniu I wojny światowej, Leon Kazubski jako były oficer armii austriackiej został przyjęty do Wojska Polskiego i zatwierdzony w stopniu porucznika. Brał udział w powstaniach śląskich. Został awansowany na stopień kapitana rezerwy w korpusie inżynierii i saperów. W 1923, 1924 był oficerem rezerwowym 10 pułku saperów w Przemyślu. W 1934 jako kapitan rezerwy saperów był przydzielony do 4 batalionu saperów z Sandomierza i pozostawał wówczas w ewidencji Powiatowej Komendy Uzupełnień Warszawa Miasto III.

### Służba w II Rzeczypospolitej
Po odzyskaniu przez Polskę niepodległości dokończył studia na Wydziale Mechanicznym Politechniki Lwowskiej uzyskując tytuł inżyniera mechanika. Był członkiem Polskiego Towarzystwa Politechnicznego we Lwowie od 1922. W 1922 podjął pracę w przedsiębiorstwie „Pionier” w dziedzinie przemysłu naftowego, zlokalizowanej w Borysławiu. Był zatrudniony w różnych działach tej firmy zdobywając doświadczenie praktyczne. W 1924 zaangażowany przez Towarzystwo „Vacuum Oil Company” z Nadwórnej i objął funkcję wiertacza odwiertu Whaley I w Synowódzku Wyżnym, gdzie od 1925 do 1926 był kierownikiem kopalni. Następnie pracował jako wiertacz w Mraźnicy przedsiębiorstwa „Limanowa”, asystentem w sekcji Horodyszcze przedsiębiorstwa „Standard Nobel”, od 1928 kierownik ruchu tegoż (w 1928 pracował w Borysławiu), a następnie był kierownikiem Biura Technicznego w centrali tej firmy w Warszawie. Po likwidacji tego pionu przedsiębiorstwa został zatrudniony w Biurze Wojskowym Ministerstwa Przemysłu i Handlu, obejmując tam stanowisko kierownika referatu oraz uzyskując charakter radcy ministerialnego. W tej pracy odpowiadał za tworzenie struktur przemysłu na wypadek wojny.
W latach 20. i 30. działał w środowisku zawodowym. Podczas Zjazdu Naftowego we Lwowie 26 czerwca 1927 zasiadał w Komisji Organizacji Pracy. Współorganizował Stowarzyszenie Polskich Inżynierów Przemysłu Naftowego, a w jego strukturze założył na początku 1928 Sekcję Naukową organizacji, w tym samym roku został członkiem jej zarządu (później SN stała się podstawą do utworzenia Instytutu Naftowego). Publikował w czasopismach „Przemysł Naftowy”, „Głos Drohobycko-Borysławsko-Samborsko-Stryjski”. Został członkiem zarządu zarejestrowanej w 1933 Spółdzielni Mieszkaniowej Pracowników Pocztowej Kasy Oszczędności Ognisko V z odpowiedzialnością udziałami w Warszawie. Z ramienia MPiH uczestniczył w pracach Polskiego Komitetu Energetycznego (PKEn) w ramach Stowarzyszenia Polskich Elektryków zasiadając jako członek w Komisji Naftowo-Gazowej, Komisji Paliwa Stałego, Komisji Energii Odpadkowej, Podkomisji Ciepła Odpadkowego, Podkomisji Torfowej, Sekcji Koksowniczej Komisji Gazyfikacyjnej, Komisji Paliw Zastępczych, Komisji Torfu i Drewna (był jej sekretarzem).
Jego żoną była Ludwika z domu Kołodziej, a w 1931 urodziła się im córka Maria.
W 1938 był urzędnikiem Ministerstwa Komunikacji. W trakcie tego roku został mianowany naczelnikiem wydziału w ministerstwie. W 1939 figurował pod adresem Granowskiej 16 w Warszawie.
Na stopień majora rezerwy został mianowany ze starszeństwem z 19 marca 1939 i 6. lokatą w korpusie oficerów saperów.

### Okres życia po 1939

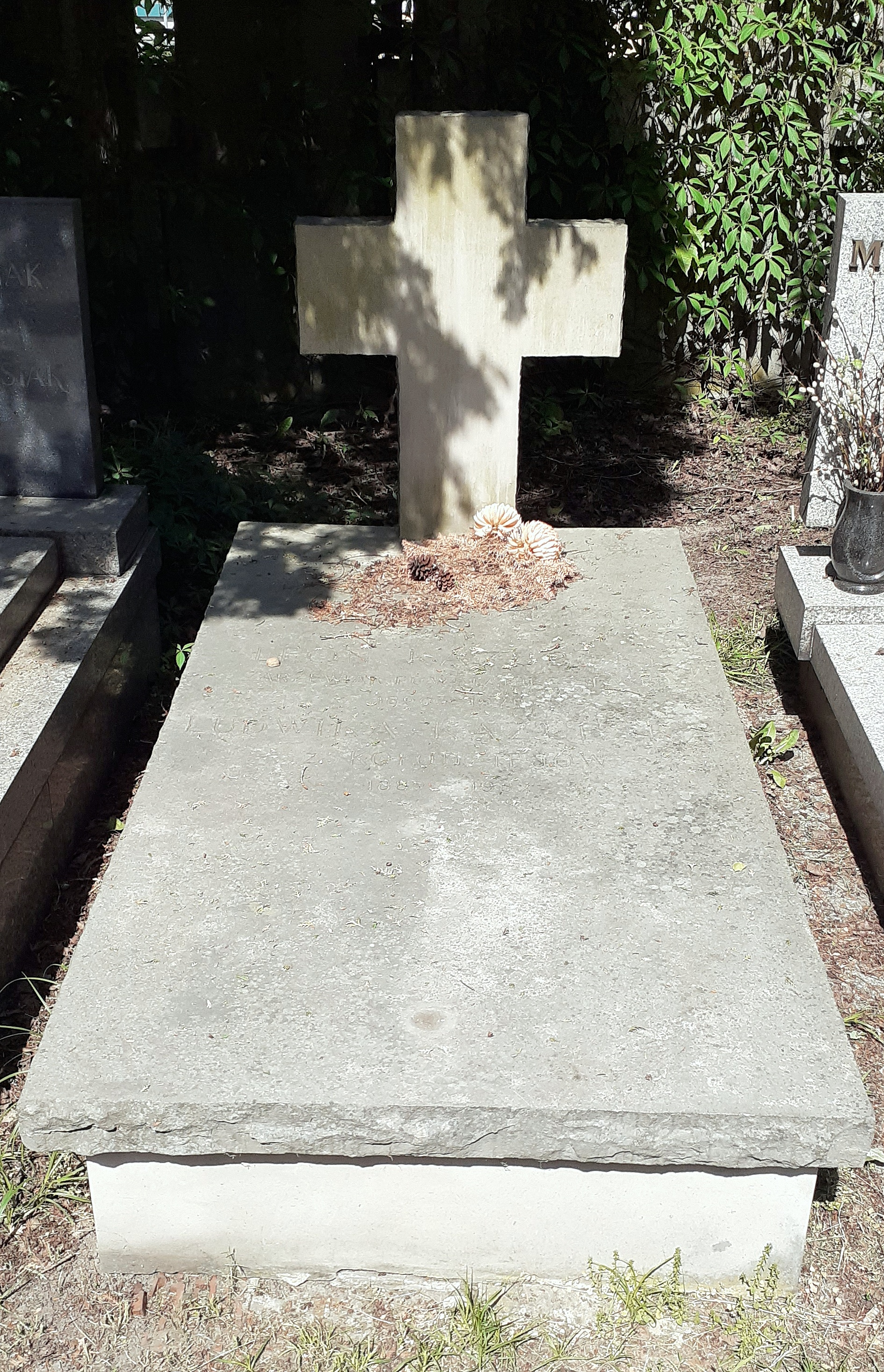
Grobowiec rodzinny Leona Kazubskiego

Od czasu wybuchu II wojny światowej był aktywny w innej niż dotychczas dziedzinie zawodowej. W 1949 figurował pod adresem ulicy Stanisława Wyspiańskiego w Bytomiu. W 1960 po odzyskaniu domu, sprowadził się wraz z żoną, córką i zięciem pod przedwojenny adres przy ul. Granowskiej 16 w Warszawie. Po powrocie do stolicy pracował jako inżynier w IMGIW. Zmarł w 1979. Został pochowany na Cmentarzu Wojskowym na Powązkach w Warszawie (kwatera D12-3-11).

## Publikacje
- Podręcznik dla podoficera technicznego. Mosty tymczasowe i stałe. Dział 2-gi (1919)[96]
- Naukowa organizacja pracy w przemyśle naftowym, [w:] „Przemysł Naftowy” 1, 2/1928[97][98]
- Uwagi o naukowej organizacji, [w:] „Przemysł Naftowy” 16, 17/1928[99][100]
- Torfowiska w Polsce, [w:] „Przegląd Elektrotechniczny” 1938[101]
- Moje wspomnienia (1969)[102]

## Ordery i odznaczenia
- Krzyż Niepodległości (6 czerwca 1931)[103]
- Złoty Krzyż Zasługi (9 listopada 1932)[104]
- Odznaka pamiątkowa 37 pułku piechoty Ziemi Łęczyckiej (1931)[105]

- Srebrny Medal Zasługi Wojskowej „Signum Laudis” (przed 1917)[37] z krzyżami (przed 1918)[39]
- Srebrny Medal Waleczności II klasy (przed 1917)[37]
- trzecie odznaczenie austriackie[6]
- odznaczenie pruskie[6]